# Magistrát hlavního města Prahy
Magistrát hlavního města Prahy je fakticky obecním a krajským úřadem hlavního města Prahy. Jeho působnost je vymezena zákonem o hlavním městě Praze a městskou vyhláškou o Statutu hlavního města Prahy, činnost a organizační uspořádání magistrátu upravuje jeho organizační řád, který byl vydán usnesením Rady hlavního města Prahy. Magistrát plní úkoly uložené zastupitelstvem nebo radou města a vykonává přenesenou státní působnost hlavního města. Některé samostatné i přenesené působnosti hlavního města Prahy deleguje statut města na úřady městských částí, při výkonu přenesené působnosti je magistrát úřadům městských částí nadřízen, řídí výkon jejich působnosti a přezkoumává jejich rozhodnutí.
K prosinci 2017 působilo na Magistrátu hlavního města Prahy 2091 zaměstnanců, ve stejný rok měl magistrát rozpočet přes 65 miliard korun.
Magistrát působí v mnoha budovách na různých místech v Praze, jeho ústředním sídlem je budova Nové radnice na Mariánském náměstí na Starém Městě. Druhou významnou budovou je Škodův palác v Jungmannově ulici na Novém Městě, kde je magistrát v pronájmu.
Někdy se jako magistrát nesprávně označuje i Zastupitelstvo hlavního města Prahy, případně další volené orgány města (například Rada hlavního města Prahy), pro rozlišení od orgánů městských částí.

## Organizační uspořádání

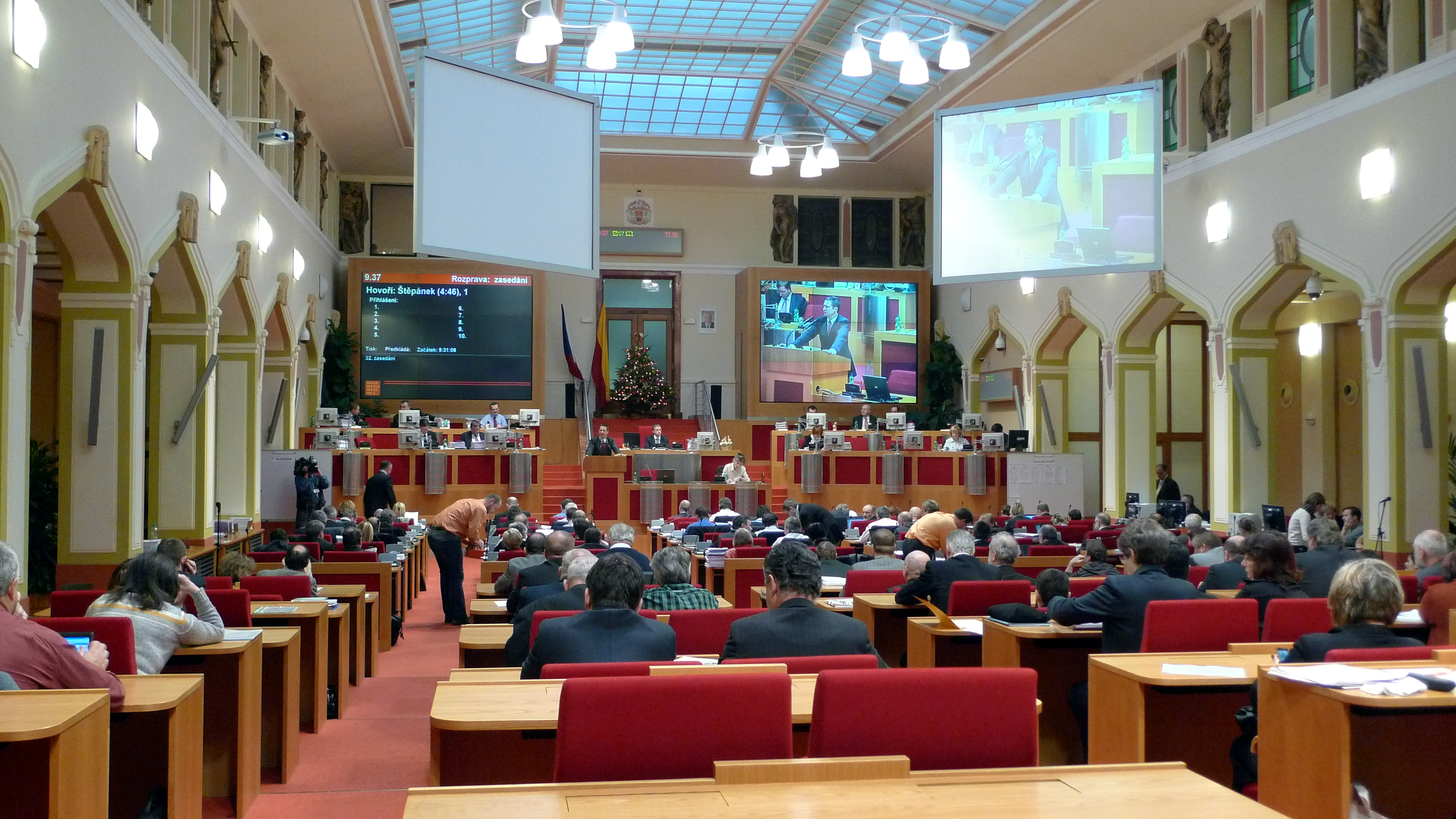
Zasedací sál Magistrátu v budově Nové radnice

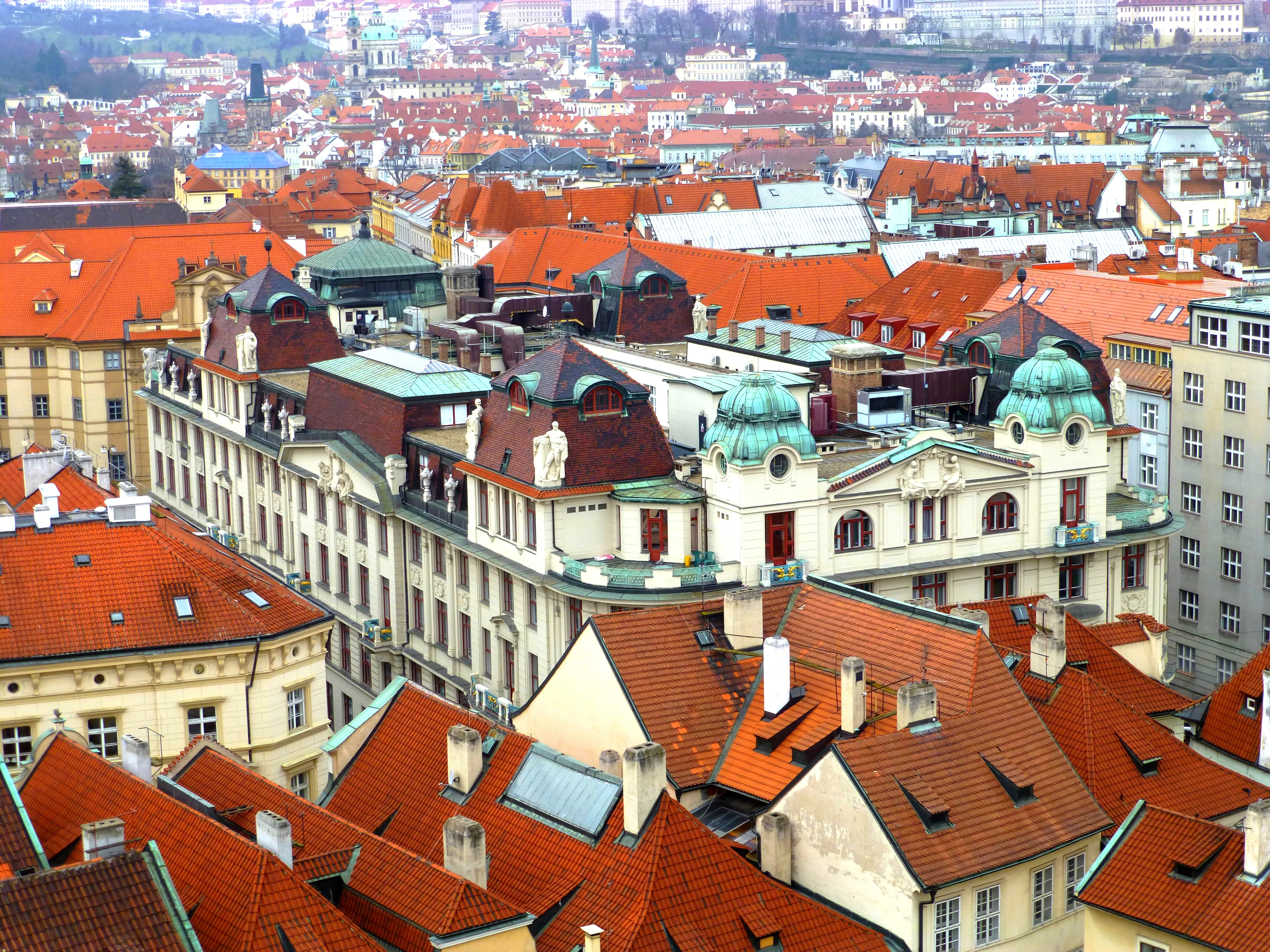
Pohled na budovu Nové radnice, kde sídlí magistrát, z věže Staré radnice

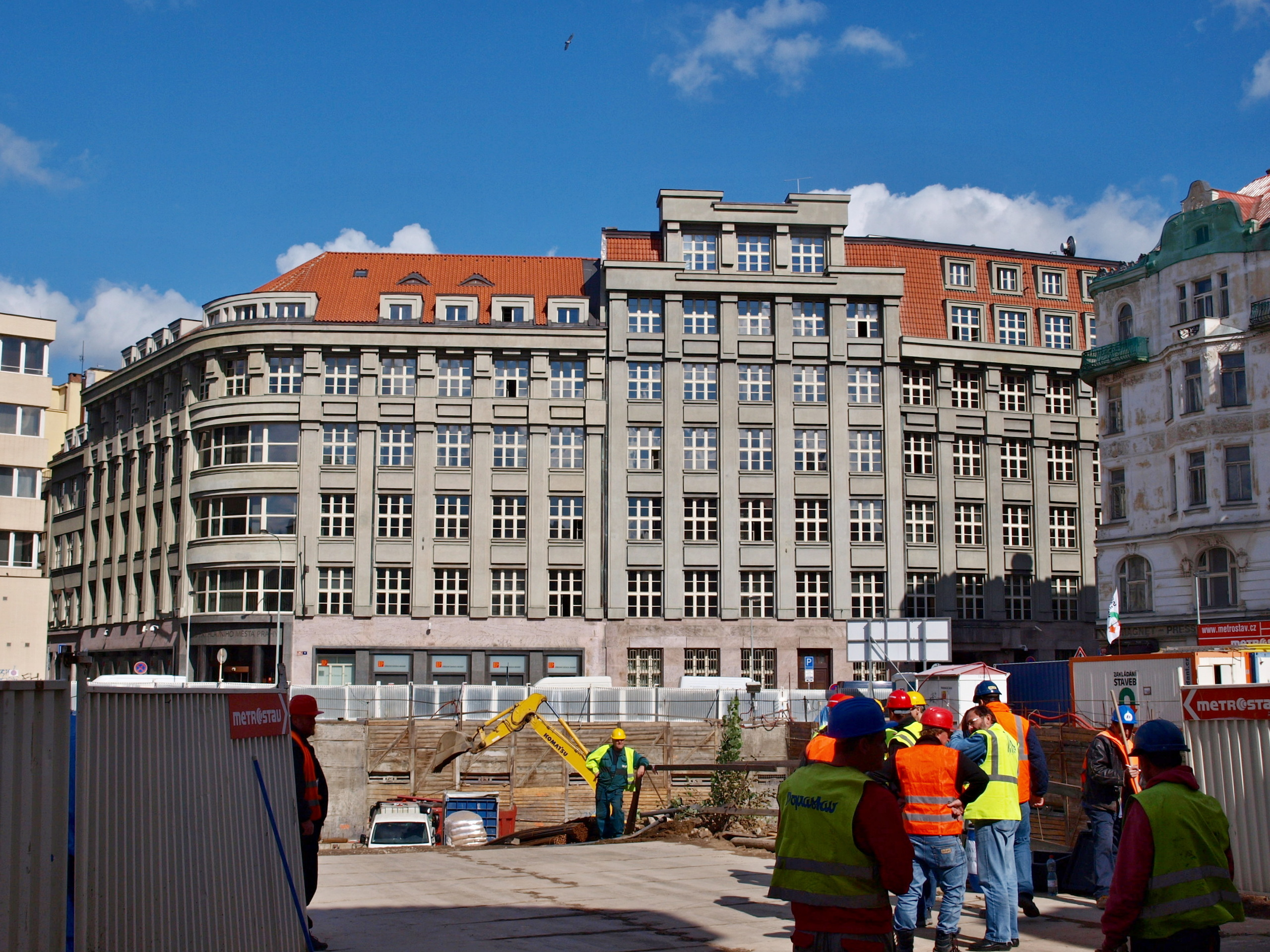
Škodův palác, kde sídlí část zaměstnanců magistrátu

V čele stojí ředitel Magistrátu hlavního města Prahy, magistrát tvoří kromě něj ještě zaměstnanci hlavního města Prahy zařazení do magistrátu. Ředitel magistrátu je funkce obdobná funkcím tajemníka obecního a ředitele krajského úřadu. Magistrát se člení především na odbory a ty pak dále na oddělení, má však i zvláštní organizační jednotky jiných typů. Většinu odborů seskupuje organizační řád do pěti organizačních oblastí, některé odbory jsou podřízeny přímo řediteli magistrátu. Pro jednotlivé organizační oblasti jsou jmenováni zástupci ředitele magistrátu, kteří jsou zmocněni řídit práci ředitelů odborů spadajících do příslušné oblasti. Jednotlivé organizační oblasti jsou rovněž přiděleny do působnosti náměstků primátora a radních. V čele odborů stojí jejich ředitelé, v čele oddělení a sekretariátů jejich vedoucí. Ředitelé odborů jsou jmenováni radou města na základě návrhu ředitele magistrátu, vedoucí oddělení a sekretariátů jsou jmenováni ředitelem magistrátu. Ředitel magistrátu je ze své činnosti odpovědný primátorovi.
Zatím poslední organizační řád magistrátu byl vydán usnesením Rady hlavního města Prahy č. 0252 ze dne 1. března 2005 podle § 68 odst. 2 písm. f) zákona č. 131/2000 Sb., o hlavním městě Praze, a od té doby mnohokrát novelizován. Předchozí organizační řád byl schválen usnesením Rady Zastupitelstva hlavního města Prahy č. 1347 ze dne 7. listopadu 2000 a rovněž mnohokrát novelizován.
Odbory řízené přímo ředitelem magistrátu
- RED – odbor „Kancelář ředitele magistrátu“. Zahrnuje 6 oddělení.
- LEG – odbor legislativní a právní. Zahrnuje 4 oddělení.
- OKR – odbor krizového řízení. Zahrnuje 5 oddělení.
- INF – odbor informatiky. Zahrnuje 5 oddělení.
- OHS – odbor hospodářské správy. Zahrnuje 5 oddělení.

Zvláštní organizační jednotky
- 4 sekretariáty náměstků primátora pro jednotlivé organizační oblasti a 6 sekretariátů radních pro jednotlivé organizační oblasti

1. Oblast finanční
- DPC – odbor daní poplatků a cen. Zahrnuje 6 oddělení
- ROZ – odbor rozpočtu. Zahrnuje 7 oddělení
- UCT – odbor účetnictví. Zahrnuje 6 oddělení

2. Oblast obecních a krajských působností
- SMT – odbor školství, mládeže a tělovýchovy. Zahrnuje 6 oddělení
- SOC – odbor sociální péče a zdravotnictví. Zahrnuje 5 oddělení
- AMP – odbor „Archiv hlavního města Prahy“. Zahrnuje 9 oddělení

3. Oblast vnějších vztahů
- PRM – odbor „Kancelář primátora“. Zahrnuje 5 oddělení
- OPR – odbor public relations. Zahrnuje 3 oddělení
- OZV – odbor zahraničních vztahů. Zahrnuje 3 oddělení (jedním z nich je Zastoupení Prahy v Bruselu)
- FEU – odbor fondů Evropské unie. Zahrnuje 3 oddělení
- ZIO – odbor živnostenský a občanskosprávní. Zahrnuje 5 oddělení, spadá pod něj například správní trestání i oblast územní orientace.
- DSA – odbor dopravněsprávních agend. Zahrnuje 6 oddělení, mimo jiné evidenci silničních vozidel a řidičů a zkušební komisaři
- ODP – odbor dopravních přestupků. Zahrnuje 3 oddělení
- OST – odbor stavební. Zahrnuje 4 oddělení.
- DOP – odbor dopravy. Zahrnuje 8 oddělení, a to dopravního úřadu, drážního úřadu, speciálního stavebního úřadu, silničního správního úřadu, rozvoje a organizace dopravy, financování dopravy, taxislužby, sekretariátu.
- OKP – odbor kultury, památkové péče a cestovního ruchu. Zahrnuje 5 oddělení
- OUP – odbor územního plánu. Zahrnuje 2 oddělení
- OOP – odbor ochrany prostředí. Zahrnuje 12 oddělení
- OSV – odbor služeb veřejnosti. Zahrnuje 4 oddělení, mimo jiné dvě oddělení informačních a správních agend, rozlišená římskými čísly I a II, a oddělení podatelny a výpravny MHMP.

4. Oblast majetková
- OOA – odbor obchodních aktivit. Zahrnuje 5 oddělení.
- OSM – odbor správy majetku. Zahrnuje 10 oddělení.
- BYT – odbor bytový. Zahrnuje 3 oddělení.
- OMI – odbor městského investora. Zahrnuje 7 oddělení.

5. Oblast kontrolních činností
- OFK – odbor finanční kontroly a přezkoumávání hospodaření. Zahrnuje 4 oddělení.
- OMK – odbor stížností, mimořádných kontrol a metodiky kontrolních činností. Zahrnuje 4 oddělení.

Pro činnosti vyžadující spolupráci více útvarů může ředitel magistrátu svým rozhodnutím stanovit stálé a dočasné pracovní skupiny magistrátu s vymezením jejich pravomocí.

## Ředitelé
Ředitel magistrátu je funkce analogická funkci ředitele krajského úřadu a zároveň tajemníka magistrátu.
V letech 1999–2002 byl ředitelem MHMP Zdeněk Zajíček, do tohoto období spadají i povodně. Po výhrůžkách ze strany pražských taxikářů dostali on i jeho rodina v červnu 2002 od ministra vnitra osobní ochranku. Po dohodě s primátorem Pavlem Bémem se rozhodl odejít z funkce k 20. prosinci 2002, spolu s ním odešli i mluvčí Martin Kupka či ředitelka odboru public relations Alena Ježková. Uvedl, že respektuje, že představy primátora i nového vedení jsou radnice o vedení magistrátu jiné, a na dotaz, zda odchází ve zlém, uvedl, že neodchází rád a práci má rozdělanou. K aktuálnímu výsledku zkoumání antimonopolního úřadu, že 60 procent z 83 zkoumaných obchodních veřejných soutěží nebylo na radnici zcela v pořádku, Zajíček řekl, že o takovém důvodu pro odchod z úst primátora či jiného člena městské rady neslyšel. Zastupitel Michael Hvížďala (US-DEU) ocenil pokrok, který magistrát udělal za Zajíčkova vedení třeba v otázce otevřenosti k občanům, i ředitelovu ochotu vyjít vstříc požadavkům opozice.
Po volbách v listopadu 2002 se stal ředitelem Pavel Ťahan, v září 2003 ze zdravotních důvodů rezignoval.
16. prosince 2013 rezignoval na svoji funkci ředitel MHMP Martin Trnka, který byl ve funkci údajně od roku 2002. Rezignoval několik dní poté, co primátor Tomáš Hudeček (TOP 09) oznámil, že ho chce odvolat. Primátor mu vytýkal podepsání jakési zakázky za půl miliardy korun s firmou Gordic v roce 2010, přičemž firma byla vybrána v jednacím řízením bez uveřejnění. Ředitel se hájil tím, že o uzavření smlouvy rozhodla rada města a řediteli uložila jen formální krok k jejímu uzavření.
V roce 2014 politická strana Vize 2014 v inzerci v tisku varovala před ohrožením platnosti voleb v hlavním městě Praze kvůli údajnému nezákonnému jmenování ředitele magistrátu Radovana Košťála. Ministerstvo vnitra potvrdilo, že k pověření Ing. Košťála, Ph.D., plněním úkolů ředitele magistrátu došlo v souladu se zákonem.
V únoru 2015 byla na základě výběrového řízení jmenována ředitelkou magistrátu Martina Děvěrová. Tu primátorka Adriana Krnáčová odvolala dopisem 22. června 2018, o jehož doručení nebyl uchován doklad a dle tvrzení ředitelky jí byl doručen 3. července 2018. Důvodem odvolání bylo, že ředitelka dostatečně aktivně neřešila situaci kolem udělování dotací na sport, kvůli níž zasahovala na magistrátu policie. Odvolání požadovali opoziční zastupitelé za Pirátskou stranu. 29. srpna 2018 ministr vnitra Jan Hamáček na základě rozkladu podaného odvolanou ředitelkou vydal rozhodnutí, kterým zrušila souhlas ministra vnitra Lubomíra Metnara s odvoláním, vydaný 21. června 2018. Nový ministr vnitra uznal námitku, že souhlas vydaný předchozím ministrem byl vydán nezákonně, protože s odvolávanou ředitelkou nebyl v rámci správního řízení řádně projednán a vydanému souhlasu chyběla i řada dalších náležitostí správního rozhodnutí, přičemž ministr Hamáček konstatoval právní následek, že Martina Děvěrová nebyla z funkce ředitelky odvolána. Primátorka Adriana Krnáčová odmítla rozhodnutí ministra vnitra respektovat a prohlásila, že odvolání samozřejmě platné je. Martina Děverová v sms zprávě pro Neovlivní.cz v září 2018 uvedla, že se do funkce jistě chce vrátit. Serveru Seznam Zprávy Děvěrová řekla, že podala na konci srpna 2018 k Obvodnímu soudu pro Prahu 1 žalobu na určení neplatnosti odvolání z funkce a neplatnost výpovědi, pracovní poměr jí dle výpovědi měl skončit 31. října 2018, tedy ještě volbou nového primátora. Od 15. ledna 2019 je Martina Děvěrová státní tajemnicí na Ministerstvu průmyslu a obchodu, s pražským magistrátem se údajně dál soudí o neplatnost výpovědi a v případě úspěchu chce žádat doplatit plat a nějaké odškodnění.
S odvoláním Martiny Děvěrové byla do jmenování nového ředitele řízením magistrátu pověřena dosavadní zástupkyně ředitelky a ředitelka sekce finanční a správy majetku Zdena Javornická.

### Výběrová řízení 2019 a 2020
30. listopadu 2018 primátor Zdeněk Hřib uvedl, že magistrát na místo ředitele vypíše výběrové řízení a nový ředitel by mohl být znám v první polovině roku 2019, přičemž primátor preferuje otevřené výběrové řízení.
12. dubna 2019 hlavní město Praha vypsalo výběrové řízení na místo ředitele magistrátu. Výběrová komise o 12 členech s hlasovacím právem byla složena ze čtyř úředníků magistrátu, dvou zástupců každé z koaličních stran a dvou zástupců opozice. Uchazeči měli předložit svoji vizi fungování MHMP v rozsahu maximálně dvou stran A4. Museli také prokázat znalost obecných principů organizace a činnosti veřejné správy, zejména samosprávy, znalost územního členění hlavního města Prahy a rozdělení kompetencí mezi hlavním městem Prahou a městskými částmi, přehled o činnostech vykonávaných Magistrátem hlavního města Prahy v samostatné a přenesené působnosti či povědomí o evropských právních předpisech. Mezi požadavky bylo vysokoškolské vzdělání v magisterském stupni a minimálně tři roky praxe v pozici vedoucího zaměstnance jakéhokoliv státního nebo samosprávního úředníka nebo zastupitele. Uchazeč musel mít také bezpečnostní prověrku pro stupeň důvěrné.
Dne 4. června 2019 bylo oznámeno, že se výběrové komisi nepodařilo z přihlášených kandidátů vybrat vhodného uchazeče. Ve výběrovém řízení neuspěla například bývalá ředitelka úřadu Středočeského kraje Kateřina Černá. Ředitel legislativního odboru magistrátu Tomáš Havel údajně nebyl vybrán zejména proto, že by se za něj obtížně hledala náhrada na jeho stávající místo. Mluvčí Prahy Vít Hofman oznámil, že nové řízení magistrát vypíše zřejmě na podzim a měla by mu předcházet lepší medializace, aby se přihlásilo více uchazečů.
23. září 2019 magistrát vyhlásil nové výběrové řízení, do nějž se uchazeči mohli přihlásit do 31. října 2019. Podle informací Lidových novin se do výběrového řízení přihlásila mimo jiné bývalá primátorka Adriana Krnáčová. Výběrového řízení se zúčastnilo 6 uchazečů. Krnáčová se nedostavila na písemné testy, které jsou součástí výběrového řízení, protože ve všech nabídnutých termínech byla v zahraničí. Z výběrového řízení odstoupila Jiřina Vorlová. Na ústní pohovor tak byli pozváni zbylí 4 uchazeči: Tomáš Havel, Marta Kopecká, Karel Bláha a Radka Říhová.
Ve třetím výběrovém řízení uspěl toho času ředitel odboru evidence majetku magistrátu Martin Kubelka. Ředitelem se stal k prosinci 2020. Dříve byl asistentem bývalého radního pro majetek a šéfa zastupitelského klubu hnutí ANO Michala Haška, který je jeho tchánem. V roce 2024 vyšlo najevo, že Kubelka v roce 2023 přiznával neobvykle vysoké odměny své tehdejší asistence. Ty byly skoro dvakrát vyšší, než dostávali vedoucí pracovníci. Brzy poté vyšla najevo další kauza. Kubelka měl v rámci činnosti krizového štábu nestandardně udělit parkovací povolenky na území Prahy pro vozy své manželky a dále příbuzným náměstkyně primátora Alexandry Udženije (ODS). Kubelka měl zneužít své pravomoci i tím, že řediteli magistrátního odboru dopravy nepřiznal od února 2024 odměny za to, že nezrušil pokutu udělenou za dopravní přestupek Kubelkovy manželky.